# Rose (土屋アンナの曲)
「rose」（ローズ）は、土屋アンナの3枚目のシングル。2006年6月28日発売。

## 収録曲

### CD
1. rose 
作詞:ANNA、作曲・編曲:宮崎歩
NTV系アニメ「NANA」オープニング・テーマ
2. Lovin' you
作詞:ANNA、作曲:Joey Carbone、Anthony Mazza、Ron Harris、編曲:ゲイリー・ニュービー
松竹配給映画「サイレントヒル」日本版イメージ・ソング
3. Ah Ah
作詞:ANNA、作曲:Paul Rein、Winston Sela、Daniel Eklund、編曲:LOW IQ 01